# Gozsdu Manó
Gozsdu Manó, vagy Gozsdu Emánuel (románul: Emanoil Gojdu; Nagyvárad, 1802. február 9. – Pest, 1870. február 3.) aromán származású magyar jogász, politikus, mecénás. Gozsdu Elek író nagybátyja.

## Élete
A Holdas templom mellett álló házban született. Apai ágon moscopolei eredetű cincár család sarja, amelynek tagjai korábban Miskolcon éltek. Apja, Atanasie Gozsdu gazdag marhakereskedő, anyja a bihari származású Ana Poynar volt.
Középiskolai tanulmányait a nagyváradi premontrei gimnáziumban és az egri érseki gimnáziumban végezte, majd a nagyváradi és a pozsonyi jogakadémián tanult. 1824-ben a pesti egyetemen szerzett diplomát, majd három évig Vitkovics Mihály mellett patvaristáskodott. Grabovszky Atanáz szalonjában megismerkedett a fővárosi macedoromán családokkal és az erdélyi és magyarországi román értelmiséggel, valamint barátságot kötött Andrei Șagunával. 1826-ban néhány magyar nyelvű verse megjelent a Szép-Literatúrai Ajándékban.
Ugyanezen évben önálló ügyvédi irodát nyitott. Különösen bűnvádi perekben szerzett hírnevet és nagy vagyont gyűjtött. 1827-ben a pesti ügyvédek között elsőként vezette be a latin helyett a magyar ügykezelési nyelvet. 1832-ben feleségül vette a budai cincár kereskedőcsaládból való Anastasia Pometát.
1848 tavaszán egy ideig részt vett a magyarországi és erdélyi ortodox egyház egyesüléséért folyó küzdelemben. 1848. június 24-én, a képviselőházi választásokon vereséget szenvedett Eftimie Murguval szemben az oravicai kerületben. Ezután visszavonult az aktív politizálástól.
1854-ben kapott engedélyt arra, hogy fölparcellázza a Király utcai telkét, amelyre később egy sor raktárépületet emelt (erre a telekre építette a nevét viselő alapítvány 1901-ben a Gozsdu-udvart).
Az októberi diploma kibocsátása után, 1861 elején kinevezték Krassó vármegye főispánjává. Az első vármegyei közgyűlést 1861. február 27-én az ő elnökletével tartották meg, ezen a román többségű törvényhatósági bizottmány részletesen szabályozta a hivatali nyelvhasználatot. Az év nagyobb részét azonban az Országgyűlés felsőházának vitáin töltötte, amely az ülésszak kezdetén titkárává választotta. Novemberben, az országgyűlés feloszlatása után lemondott a főispáni tisztségről.

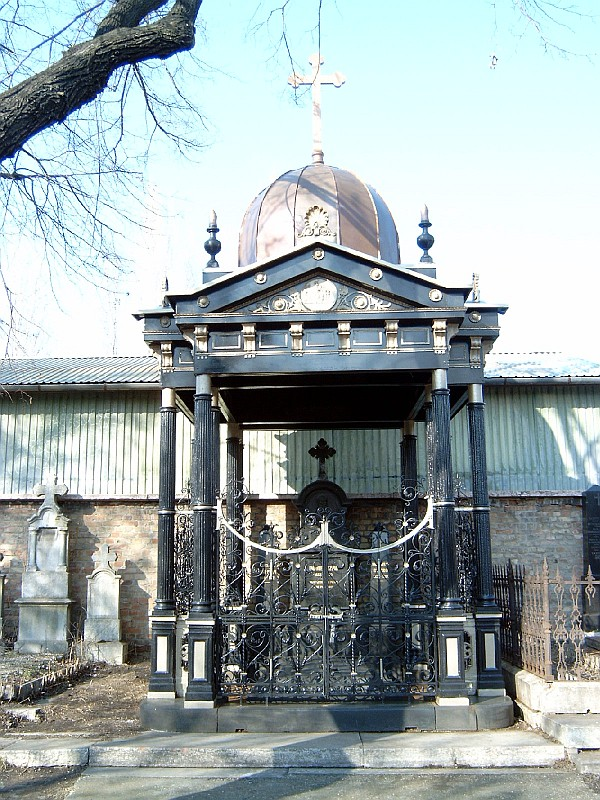
Gozsdu Emánuel síremléke Budapesten. Kerepesi temető: B. 136. Kivitelezője a Gerenday-cég

1863-ban, első felesége halála után újraházasodott. Ismét cincár kereskedőcsaládból való lányt vett el, a pesti Melania Dumciát. 1865 és 1868 között Tenke kerületét képviselte az országgyűlésben. Jó kapcsolatban állt Deákkal, részt vett a nemzetiségi törvény előkészítésében és Deák „egy és oszthatatlan magyar nemzet”-ről szóló betoldását is támogatta. 1869-ben a Kúria bírájává nevezték ki. Házában rendszeresen találkoztak a magyarországi román politikusok.
1869. november 4-én kelt végrendeletében vagyonát kizárólag a „román nemzet Magyarországon és Erdélyben élő és a görögkeleti ortodox hitet gyakorló” részére hagyta. A végrendelet legfőbb végrehajtója Andrei Șaguna erdélyi román ortodox püspök lett. E vagyonból kezdte meg működését a Gozsdu Alapítvány.
Egy héttel 68. születésnapja előtt, Pesten halt meg.

## Emlékezete
- Budapest VII. kerületében, egykori telkén épült 1901-ben a mára felújított Gozsdu-udvar.
- Nagyváradon a nevét viselő román nyelvű gimnázium működik.